# Serafín Martínez
Serafín Martínez Acevedo (O Rosal, 14 februari 1985) is een Spaans wielrenner. Hij werd in 2007 beroepswielrenner bij Karpin-Galicia.
Martínez is bekend geworden in de Ronde van Spanje 2007, waarin hij na een ontsnapping in de eerste etappe als neoprof de bergtrui pakte en die de daaropvolgende dagen verdedigde.

## Erelijst
2009
- Bergklassement Ronde van Burgos

## Grote rondes
Eindklasseringen in grote rondes, met tussen haakjes het aantal etappeoverwinningen.
| \| Jaar \| Ronde van Italië \| Ronde van Frankrijk \| Ronde van Spanje \| \| ---- \| ---------------- \| ------------------- \| ---------------- \| \| 2007 \| \| \| opgave \| \| 2008 \| \| \| 90e \| \| 2009 \| 142e \| \| 39e \| \| 2010 \| \| \| 61e \| Bronnen, noten en/of referenties - (es) Serafín Martínez, primeiro premio da montaña na Vuelta, Vieiros, 1 september 2007. |                  |                     |                  |
| Jaar | Ronde van Italië | Ronde van Frankrijk | Ronde van Spanje |
| 2007 |                  |                     | opgave           |
| 2008 |                  |                     | 90e              |
| 2009 | 142e             |                     | 39e              |
| 2010 |                  |                     | 61e              |